# Котис IV
Вижте пояснителната страница за други личности с името Котис.
Котис IV (на старогръцки: Κότυς, Kótys, Kotys IV, Cotys IV) е одриски цар на Одриското царство в Тракия през 170 – 160 пр.н.е.
Той наследява на трона баща си цар Севт IV (ок. 215–ок. 190 пр.н.е.), синът на Раскупорис I (240–215пр.н.е.).